# Ralf Humboldt
Ralf Humboldt (* 31. Mai 1956) ist ein ehemaliger deutscher Fußballspieler, der für die Armeesportgemeinschaften (ASG) Vorwärts Plauen und Vorwärts Stralsund sowie für die Betriebssportgemeinschaft (BSG) Kernkraftwerk Greifswald in der DDR-Liga spielte. 

## Sportliche Laufbahn
Seine ersten Spiele in der zweitklassigen DDR-Liga absolvierte Ralf Humboldt für Vorwärts Plauen in der Saison 1975/76. Er wurde bereits im ersten Punktspiel eingesetzt und bestritt bis zum Saisonende 18 der 22 Ligaspiele. Dabei stürmte er in der Regel auf der linken Seite und erzielte drei Tore. 1976/77 wurde Humboldt im linken Mittelfeld eingesetzt, verpasste nur ein Ligaspiel und wurde mit acht Treffern Torschützenkönig der Mannschaft. 
Zur Saison 1977/78 wechselte Humboldt zu Vorwärts Stralsund. Dort führte er sich als bester Torschütze mit elf Treffern ein und fehlte ebenfalls nur einmal in den 22 Ligaspielen. Bis 1989 blieb er eine feste Größe im Mittelfeld der Stralsunder und war stets ein zuverlässiger Torschütze. Nach mehreren Anläufen errang die ASG 1982 den Staffelsieg, an dem Humboldt mit 21 der 22 Ligaspiele und fünf Toren beteiligt war. In den nachfolgenden Aufstiegsspielen zur DDR-Oberliga wurde er in allen acht Begegnungen eingesetzt, erzielte aber kein Tor, und mit Platz drei unter fünf beteiligten Teams verpasste Vorwärts den Aufstieg. Seine letzte Spielzeit in Stralsund absolvierte Humboldt 1988/89. Von den diesmal ausgetragenen 34 DDR-Liga-Spielen absolvierte er 18 Begegnungen und kam nur noch einmal zum Torerfolg. In seinen zwölf Spielzeiten bei Vorwärts Stralsund war er in 269 Ligaspielen eingesetzt worden, in denen er 63 Tore geschossen hatte. 
Vor Beginn der Saison 1989/90 wurde die ASG Vorwärts Stralsund aufgelöst, und Humboldt nahm dies zum Anlass, sich der benachbarten BSG Kernkraftwerk Greifswald anzuschließen. Weiter als Mittelfeldspieler, zeitweise auch als Verteidiger, nahm er auch in Greifswald wieder einen Stammplatz ein. In seinen 29 Ligaspielen konnte er noch einmal seine Torgefährlichkeit nachweisen, er kam auf sechs Treffer. Die endgültig letzte Saison im höherklassigen Fußball bestritt Ralf Humboldt 1990/91. Er spielte nun für den Greifswalder SC, dem wendebedingten Nachfolgeverein der BSG KKW. Der GSC trat in der NOFV-Liga an, in der Humboldt 16 der 30 ausgetragenen Punktspiele bestritt, aber kein Tor mehr erzielte. Als 35-Jähriger beendete er damit seine Laufbahn als Fußballspieler in den oberen Ligen nach 351 Zweitligaspielen und 73 Toren.